# Communauté de communes du Sud Estuaire
La communauté de communes du Sud Estuaire est une intercommunalité française, située dans le département de la Loire-Atlantique (région Pays de la Loire).

## Histoire
Initialement, il était prévu que la communauté de communes du Sud Estuaire soit composée de cinq membres, tous issus du SIVOM de la région de Paimbœuf (Corsept, Frossay, Paimbœuf, Saint-Père-en-Retz et Saint-Viaud). Finalement, la communauté de communes sera composée de six membres avec l'arrivée de Saint-Brevin-les-Pins.
La communauté de communes du Sud Estuaire est officiellement créée par arrêté préfectoral du 10 juin 1996,. La nouvelle intercommunalité remplace progressivement plusieurs syndicats intercommunaux, et plus particulièrement le SIVOM de la région de Paimbœuf, qui finira pas être dissous en décembre 2001.

## Territoire communautaire

### Géographie
Située au sud-ouest du département de la Loire-Atlantique, la communauté de communes du Sud Estuaire regroupe 6 communes et présente une superficie de 197,5 km2.

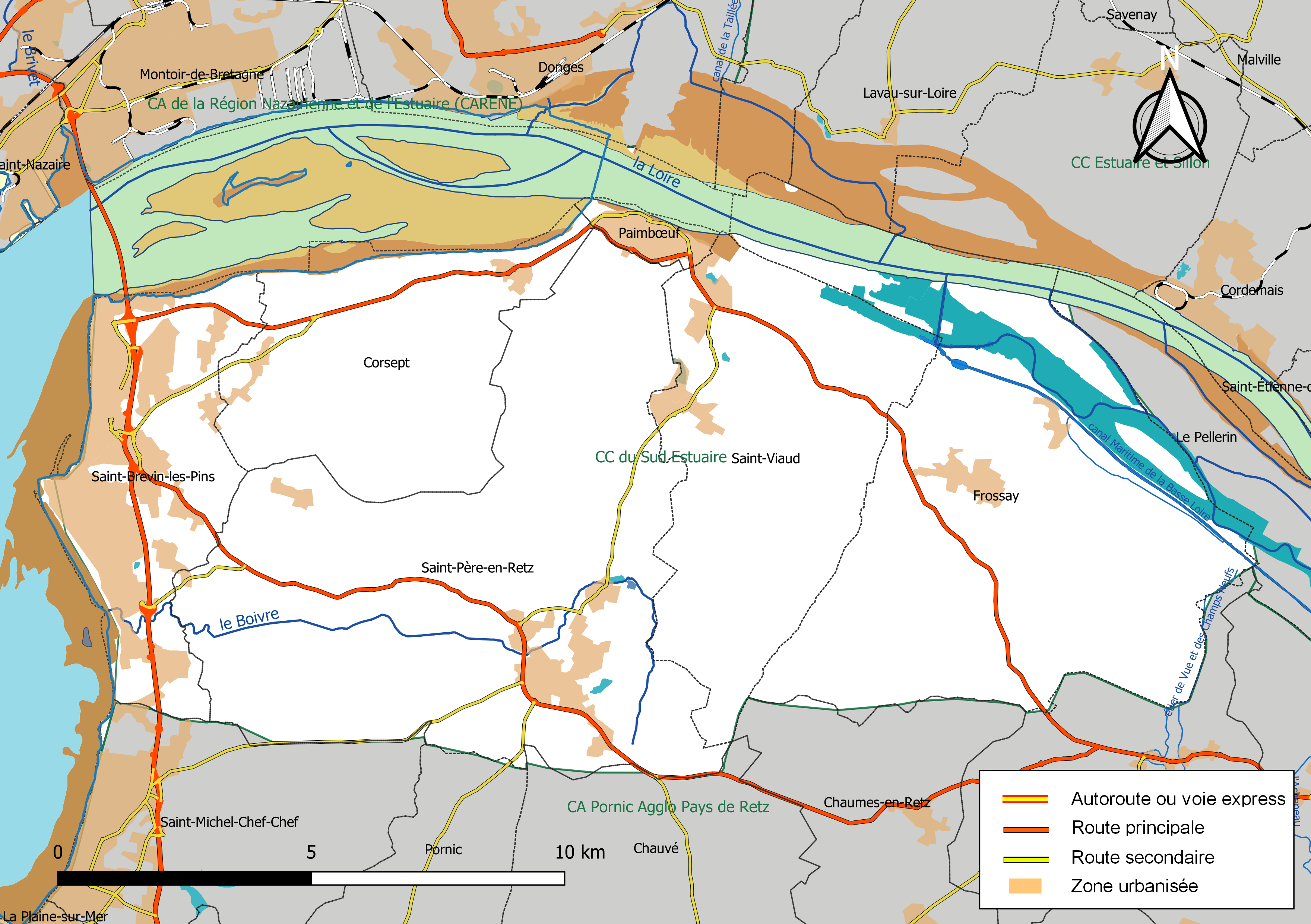
Carte de la communauté de communes du Sud Estuaire au 1er janvier 2019.

### Composition

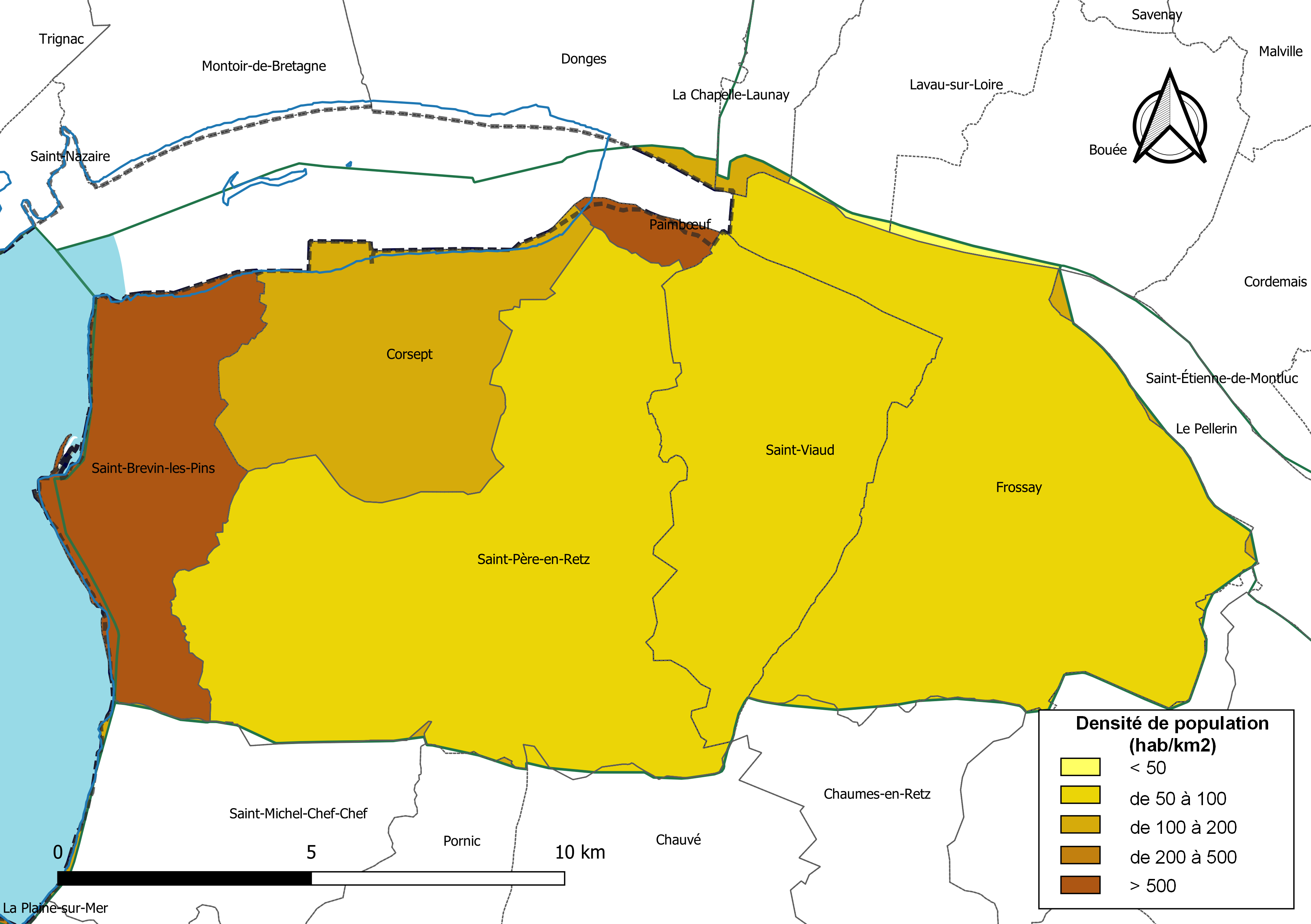
Carte des densités de population (millésimée 2016) des communes de la communauté de communes du Sud Estuaire. Composition en communes au 1er janvier 2019.

La communauté de communes est composée des 6 communes suivantes :

| Nom                   | Code Insee | Gentilé     | Superficie (km2) | Population (dernière pop. légale) | Densité (hab./km2) |
| --------------------- | ---------- | ----------- | ---------------- | --------------------------------- | ------------------ |
| Paimbœuf (siège)      | 44116      | Paimblotins | 2                | 3 030 (2022)                      | 1 515              |
| Corsept               | 44046      | Corseptins  | 23,62            | 2 615 (2022)                      | 111                |
| Frossay               | 44061      | Frossetains | 57,22            | 3 289 (2022)                      | 57                 |
| Saint-Brevin-les-Pins | 44154      | Brévinois   | 19,29            | 14 645 (2022)                     | 759                |
| Saint-Père-en-Retz    | 44187      | Péréziens   | 62,72            | 4 701 (2022)                      | 75                 |
| Saint-Viaud           | 44192      | Vitaliens   | 32,63            | 2 846 (2022)                      | 87                 |

### Démographie
| 1968   | 1975   | 1982   | 1990   | 1999   | 2009   | 2014   | 2020   |
| ------ | ------ | ------ | ------ | ------ | ------ | ------ | ------ |
| 18 825 | 19 029 | 19 658 | 20 225 | 21 708 | 27 135 | 29 039 | 30 691 |

## Administration

### Siège
Le siège de la communauté de communes est à Paimboeuf, 6 boulevard Dumesnildot.

### Tendances politiques
| Commune               | Maire               | Étiquette | Étiquette |
| --------------------- | ------------------- | --------- | --------- |
| Corsept               | Hervé Gentes        |           | SE        |
| Frossay               | Sylvain Scherer     |           | DVD       |
| Paimbœuf              | Raymond Charbonnier |           | DVG       |
| Saint-Brevin-les-Pins | Dorothée Pacaud     |           | SE        |
| Saint-Père-en-Retz    | Jean-Pierre Audelin |           | DVD       |
| Saint-Viaud           | Roch Chéraud        |           | SE        |

### Conseil communautaire
Les 37 conseillers titulaires sont ainsi répartis selon le droit commun comme suit : 
| Nombre de conseillers | Communes              |
| --------------------- | --------------------- |
| 17                    | Saint-Brevin-les-Pins |
| 6                     | Saint-Père-en-Retz    |
| 4                     | Frossay, Paimboeuf    |
| 3                     | Corsept, Saint-Viaud  |

### Élus
La communauté de communes est administrée par son conseil communautaire constitué en 2020 de 37 conseillers communautaires, qui sont des conseillers municipaux représentant chacune des communes membres.
À la suite des élections municipales de 2020 dans la Loire-Atlantique, le conseil communautaire du 16 juillet 2020 a élu son président, Yannick Morez, maire de Saint-Brevin-les-Pins, ainsi que ses 6 vice-présidents.
Le 10 mai 2023, Yannick Morez quitte ses fonctions et un nouveau président doit être désigné. Dorothée Pacaud, nouvelle maire de Saint-Brevin, lui succède le 6 juillet. Aucun autre changement n'est à signaler et depuis cette date, la liste des vice-présidents est la suivante :
|     | Attributions                                         | Identité            | Qualité                                    |
| --- | ---------------------------------------------------- | ------------------- | ------------------------------------------ |
| 1er | Cycle de l'eau, réseaux et travaux                   | Raymond Charbonnier | Maire de Paimboeuf                         |
| 2e  | Enfance, jeunesse, ressources humaines et solidarité | Noëlle Mellerin     | Adjointe au maire de Saint-Père-en-Retz    |
| 3e  | Mobilité, sports et culture                          | Roch Chéraud        | Maire de Saint-Viaud                       |
| 4e  | Aménagement du territoire et économie circulaire     | Sylvie Gautreau     | Adjointe au maire de Saint-Brevin-les-Pins |
| 5e  | Finances, administration générale et citoyenneté     | Hervé Gentès        | Maire de Corsept                           |
| 6e  | Développement économique, tourisme et agriculture    | Marie-Line Bousseau | Adjointe au maire de Frossay               |

Ensemble, ils forment le bureau communautaire pour la période 2020-2026.

### Liste des présidents
| Période                                  | Période                     | Identité              | Étiquette               | Qualité |
| ---------------------------------------- | --------------------------- | --------------------- | ----------------------- | --- |
| Les données manquantes sont à compléter. |                             |                       |                         | |
| 1996 [réf. nécessaire]                   | 9 mars 2008                 | Christian Renaudineau | DVD puis UMP            | Maire de Saint-Brevin-les-Pins (1995 → 2007) |
| 9 mars 2008                              | 17 juillet 2017 (démission) | Yannick Haury         | UMP puis DVD puis MoDem | Député de la 9e circonscription de la Loire-Atlantique (2017 → ) Conseiller départemental de Saint-Brevin-les-Pins (2015 → 2021) Maire de Saint-Brevin-les-Pins (2007 → 2017) |
| 17 juillet 2017                          | 10 mai 2023                 | Yannick Morez         | DVD                     | Maire de Saint-Brevin-les-Pins (2017 → 2023) Démissionnaire |
| 6 juillet 2023                           | En cours                    | Dorothée Pacaud       | SE                      | Maire de Saint-Brevin-les-Pins (2023 → ) |

### Compétences
L'intercommunalité exerce les compétences qui lui ont été transférées par les communes membres, dans les conditions définies par le code général des collectivités territoriales. Ces compétences ont évolué à plusieurs reprises.

### Régime fiscal et budget
La communauté de communes est un établissement public de coopération intercommunale à fiscalité propre.
Afin de financer l'exercice de ses compétences, l'intercommunalité perçoit la fiscalité professionnelle unique (FPU) – qui a succédé à la taxe professionnelle unique (TPU) – et assure une péréquation de ressources entre les communes résidentielles et celles dotées de zones d'activité.
Elle bénéficie par ailleurs de la dotation de solidarité communautaire (DSC) et de la redevance d'enlèvement des ordures ménagères (REOM).